# Erwin Kern (attentatore)
Erwin Kern (Gumbinnen, 8 agosto 1898 – Saaleck, 17 luglio 1922) è stato un militare e assassino tedesco: ufficiale della marina e uno degli attentatori di Walther Rathenau. I suoi complici erano Hermann Fischer, Ernst Werner Techow ed Ernst von Salomon. Kern era membro della Marine-Brigade Ehrhardt e dell'Organizzazione Consul.

## Biografia
Nato nel 1898, figlio del direttore del tribunale amministrativo di Berlino Erich Ferdinand Urban Kern, originario di Breslau, Kern si arruolò nella Marina imperiale come Seekadett nel 1915. Alla fine della guerra, nel 1918, ottenne il grado di Leutnants zur See e nel 1921 fu congedato dall'allora Reichsmarine come Oberleutnant zur See. Dopo il congedo dalla Marina, studiò Rechtswissenschaft (giurisprudenza) a Kiel.
Nel 1920, quando giunsero le truppe francesi, incontrò Ernst von Salomon. Insieme a Friedrich Wilhelm Heinz formarono un gruppo locale dell'Organizzazione Consul a Francoforte sul Meno e si occuparono di consegne di armi, liberazioni di prigionieri e controspionaggio nella regione della Ruhr. Durante la terza rivolta polacca i Slesia del 1921, Kern combatté con molti altri membri della brigata Ehrhardt nella Sturmkompanie Koppe (compagnia d'assalto Koppe) sotto il comando di Manfred von Killinger nell'Alta Slesia.
Il 10 agosto 1921 Kern, insieme a Karl Tillessen, tentò invano di liberare dalla prigione di Lipsia i due tenenti John Boldt e Ludwig Dithmar, condannati come criminali di guerra nel processo di Lipsia per l'affondamento della nave ospedale inglese Llandovery Castle. Nel gennaio 1922 Kern e l'Organizzazione Consul di Francoforte riuscirono a liberare Dithmar dalla prigione di Naumburg/Saale. Nel marzo 1922, fu compiuto un tentativo di Fememord nei confronti dell'autista dell'auto usata per la fuga, Erwin Wagner, perché Kern e Tillessen lo ritenevano un informatore. Nel processo di Gießen del 1927, Kern fu ritenuto il principale responsabile di ciò. Quando Heinrich Tillessen ricevette una convocazione dalla polizia di Monaco dopo l'omicidio di Erzberger, Kern lo fece attraversare il confine, in Austria. Si sospetta inoltre che Kern sia stato coinvolto nel tentato assassinio di Philipp Scheidemann da parte di Hanns Hustert e Karl Oehlschläger il 4 giugno 1922. Dopo essersi accorto che la siringa contenente acido cianidrico non funzionava in modo affidabile, il piano per assassinare Rathenau fu cambiato.

### L'attentato a Rathenau e la morte
Il 24 giugno 1922, Kern e Hermann Fischer uccisero il ministro degli Affari Esteri Walther Rathenau sul sedile posteriore scoperto della sua auto con una granata a mano e diversi colpi di mitragliatrice nella Koenigsallee (Berlino-Grunewald). Secondo un successivo interrogatorio condotto da Karl Tillessen, il movente politico di Kern era quello di creare un governo di destra rimuovendo Rathenau, che "teneva i fili nella mano". La ricerca degli assassini fu una delle più grandi cacce all'uomo mai avvenute in Germania.

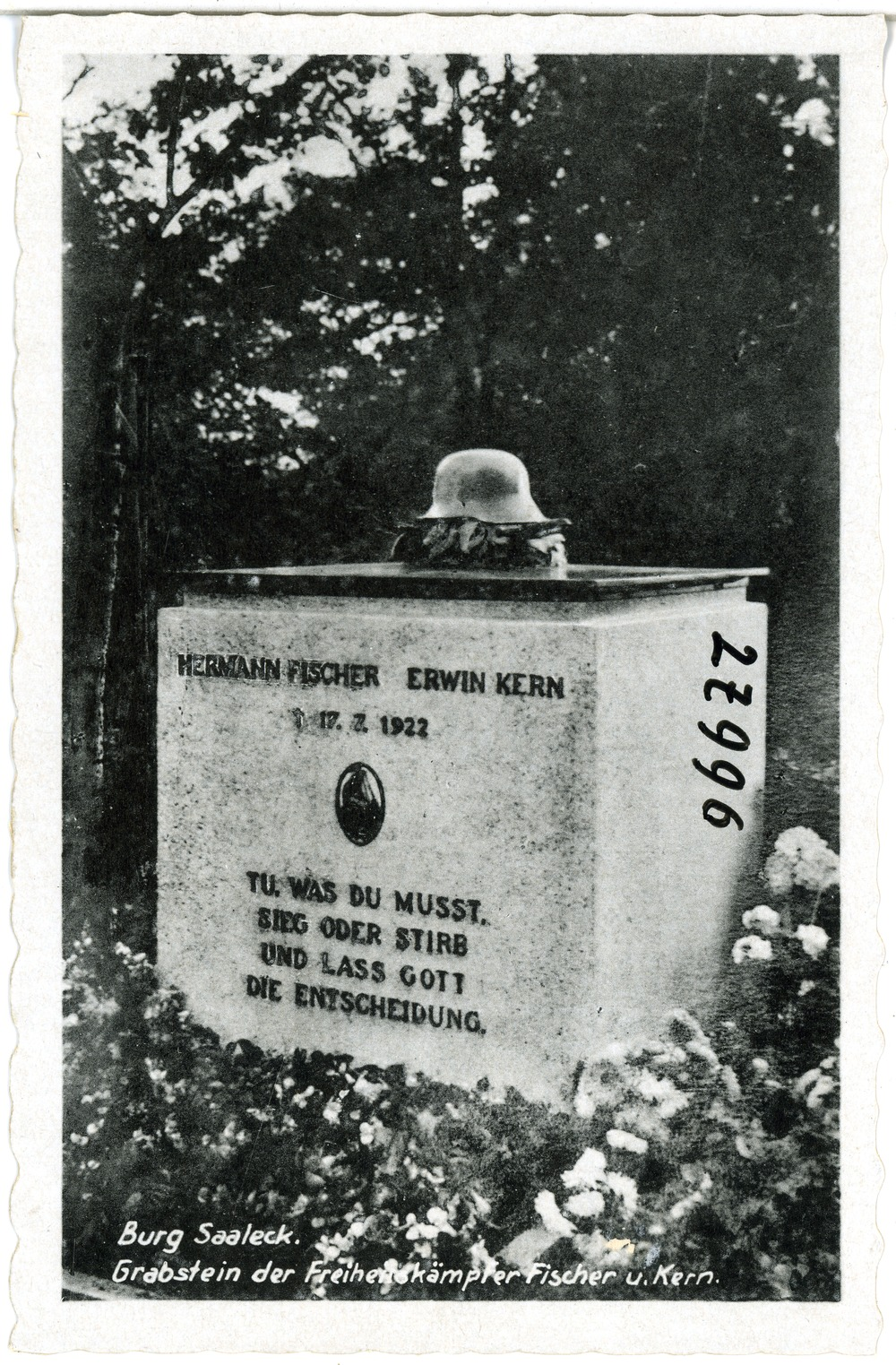
Lapide commemorativa non più esistente nel cimitero di Saaleck 1943

Gli assassini vennero finalmente braccati il 17 luglio 1922 nel castello di Saaleck, vicino a Bad Kösen. Durante la sparatoria, Kern venne colpito mortalmente da un proiettile della polizia dietro una finestra; Fischer si tolse poi la vita.
Von Salomon riporta ulteriori dettagli della vicenda nel suo libro I proscritti che il poliziotto che sparò dall'altra torre e uccise Kern era stato risparmiato da quest'ultimo il giorno prima: esso infatti si era recato nella torre assieme a un collega allertati da alcuni locali i quali, insospettiti dalle luci accese nella torre in un momento in cui i proprietari erano assenti, avevano  riconosciuto i fuggiaschi. I due, convinti che fosse un falso allarme, si erano recati svogliatamente alla torre trovando i due ricercati in tutto il Reich. Una volta fuggiti, essi chiamarono i rinforzi e un centinaio di poliziotti circondarono la torre in cui si erano rifugiati. Essi dunque urlarono le loro ultime parole dalla torre, venendo uditi, e cercarono di far pervenire sottostante alcuni fogli con probabilmente le loro ultimi pensieri, fallendo però nel tentativo. In seguito al conflitto a fuoco di cui sopra, Kern ricevette un proiettile alla testa morendo sul colpo e Fischer, dopo aver cercato in un primo momento inutilmente di medicarlo, lo adagiò su un letto, ponendo sotto gli stivali dell'amico un foglio di carta per non sporcarlo; successivamente, si adagiò sul letto accanto al compagno fuggiasco e si sparò in testa.
Dopo la sua morte, Kern fu temporaneamente uno dei sospettati dell'omicidio irrisolto del politico dell'USPD Karl Gareis, fucilato a Monaco di Baviera il 9 giugno 1921. Tuttavia, secondo ricerche più recenti, le prove in tal senso apparse per la prima volta nel 1929 sono false.
Durante il periodo nazista, gli assassini di Rathenau furono venerati come eroi. Il 17 luglio 1933 lo Stahlhelm, Bund der Frontsoldaten, Hermann Ehrhardt e rappresentanti delle SA e delle SS inaugurarono una targa commemorativa sul torrione del castello. Il 29 ottobre 1933 venne eretta una lapide commemorativa nel cimitero di Saaleck, che fu poi rimossa e distrutta nel 2000.
Le vicende e gli atti di Kern sono riportati nel libro I proscritti di Ernst von Salomon.